# Hop-Up

Meccanismo Hop-Up

L'Hop-Up è un meccanismo adottato nelle ASG (airsoft gun) grazie al quale la gittata del tiro viene incrementata.
Il funzionamento è molto semplice. Il tutto consiste in un gommino regolabile che viene "calato", tramite un apposito regolatore presente sulla ASG, all'interno della sezione della canna, dall'alto. Questo gommino, al momento dello sparo, incontra il pallino, strisciando sul pallino stesso e imprimendogli al contatto una velocità angolare, che per Effetto Magnus dà luogo ad una portanza diretta in verso opposto rispetto al campo gravitazionale, permettendogli quindi di rimanere in aria per più tempo e consentendo un tiro più preciso.

## Effetti sul tiro
L'hop up riesce a modificare la gittata e la precisione del tiro senza modificare la potenza di fuoco o il tipo di proiettile.
Gli effetti generalmente ricercati, previa messa a punto, sono: aumento della gittata (guadagnando un tiro più teso), aumento della precisione. Questi due fattori sono condizionati dalla posizione dell'ASG rispetto al terreno: se la replica viene usata con il proprio asse longitudinale parallelo al terreno e il proprio asse verticale perpendicolare, si avranno gli effetti desiderati. Se invece la replica viene ruotata sul suo asse  longitudinale, modificando così l'inclinazione dell'asse verticale rispetto al terreno, il pallino descriverà una traiettoria parabolica appena uscirà dalla bocca di fuoco. Tanto più è inclinata la replica, tanto più la traiettoria sarà deformata, fino ad averne una curva quando l'asse verticale sarà parallelo al terreno, perdendo quasi completamente linearità nel tiro.
Se l'asg viene ruotata di 180° sul proprio asse longitudinale e si fa fuoco, il pallino compirà una traiettoria discendente molto corta.
Gli effetti parabolici descritti sopra variano sia dall'inclinazione della replica, sia da quanto marcata sarà l'impostazione dell'hop up.

### Settaggi sbagliati
Il settaggio dell'hop up varia in base a diversi fattori, dalla qualità di questo alla potenza della replica. A prescindere da questi elementi, il settaggio giusto avrà sempre il medesimo risultato, qualsiasi replica si usi, ovvero un tiro più teso e un tempo di volo del proiettile maggiore.
I settaggi sbagliati possono essere di tre tipi:
- Hop up poco incisivo: è il caso meno grave e spesso questa scelta può essere dettata da vari fattori, tra cui l'usura della gomma.
- Hop up troppo incisivo: è un caso anche questo dai confini labili. Alcuni softgunner, per aumentare la gittata, fanno sì che il gommino imprima più rotazione di quella necessaria a tendere il tiro, così da modificare visibilmente la traiettoria in volo (il pallino si alza più del normale rispetto alla linea di tiro). Un'estremizzazione di questo errore fa sì che il pallino si impenni dopo pochi metri dall'uscita dalla canna, disegnando un'onda molto marcata.
- Hop up chiuso: quando si mette troppo hop up, questo rischia di otturare la canna non facendo uscire i pallini. È una situazione molto pericolosa per la salute della replica, poiché questo ingolfamento rischia di rompere diversi ingranaggi interni o addirittura di far fondere il motorino. Nel caso si verifichi questa situazione, smettere immediatamente di sparare, togliere il caricatore, la batteria e sfilare la canna, quindi rimuovere i pallini rimasti bloccati. Attenzione: non guardare mai dentro la canna in caso di inceppamento, poiché questo potrebbe essere dovuto ad un blocco del pistone o ad un meccanismo di protezione del motorino. un movimento improvviso potrebbe far sbloccare inavvertitamente il meccanismo e far partire il colpo.